# 왕쉐쥔
왕쉐쥔(왕학군, 중국어 간체자: 王学军, 1952년 12월 20일 ~ )은 중화인민공화국의 정치인이다. 중국공산당 제17기 중앙위 후보위원과 제18기 중앙위원을 지냈으며 안후이성 성장과 당위원회 서기를 역임했다.

## 생애
허베이성 난피현 출신이다. 허베이공학원(현재의 허베이 공업대학)을 졸업했고 1975년 중국 공산당에 입당했다. 1984년 창저우시 경제위원회 부주임과 계획위원회 부주임에 임명된 이후 1988년 창저우시 인민정부 비서장이 되었다. 1989년 [[창현] 현위원회 서기와 인민대표대회 상무위원회 주임에 올랐고 1992년 창저우시 부시장 겸 기업공업위원회 서기를 역임했다. 1994년 중국공산당 허베이성 성위원회 조직부 부부장과 1997년 허베이성 인사청 당조서기, 성위원회 조직부 부부장을 거쳐 랑팡시 시위원회 서기를 지냈다. 
2001년 11월 중국공산당 허베이성 성위원회 상무위원과 비서장을 지냈고 2004년 국가행정민원국 당조서기와 국장을 역임했다. 2007년 중국공산당 제17기 인민대표대회에서 제17기 중앙후보위원으로 선출되었고 2012년 17기 7차 전체회의에서 중앙위원으로 추천되었고 같은 해 18기 중앙위원으로 선출되었다.
2013년 중국공산당 안후이성 성위원회 부서기를 거쳐 안후이성 인민정부 부성장과 성장 대리를 지냈고 2013년 5월에 제12차 전국인민대표대회 안후이성 대표로 선출되었다. 2015년 6월, 안후이성 성위원회 서기로 선출되었다.
2016년 8월, 안후이성 성위원회 서기에서 물러나 안후이성 인민대표대회 상무위위원회 주임으로 선출되었다.